# هوارد موریسون
هوارد موریسون (انگلیسی: Howard Morrison؛ زادهٔ ۲۰ ژوئیهٔ ۱۹۴۹) یک قاضی و وکیل اهل بریتانیا است.وی از
اوت ۲۰۰۹ از قاضیان دادگاه بین‌المللی کیفری یوگسلاوی سابق است.